# ベル☆スタア強盗団
『ベル☆スタア強盗団』（ベル☆スタアごうとうだん）は、伊藤明弘による日本の漫画作品。

## ストーリー
1932年。カナダ。ペイパーバック作家ベイカー夫人のもとに、男が祖父の遺品を持って鑑定を依頼に訪れる。それは盗掘されたといわれていた「ベル・スタア」遺品の拳銃であった……。
時は遡って1874年。西部開拓時代のアメリカ。南部から出稼ぎに来た少女マイラ・ベル・シャーリイは、知り合いを訪ねて訪れた街で、強盗事件に巻き込まれてしまう。命からがらその場から逃げ出すことができたが、なぜか強盗犯として指名手配されることに。怪我をしたベルは、スタア兄妹に助けられるが、そのスタア兄妹も土地を守るため銀行から莫大な借金を背負わされていた。ところが、その銀行に勤める男ティモンズから、ある情報がもたらされる。それは、3日後に銀行から大量の現金が列車で運び出されるという情報だった。土地を守るため、現金強奪を決意するベル達。かくして、無法者・保安官・騎兵隊が入り混じっての大乱戦が幕を開けようとしていた。

## 登場人物
マイラ・ベル・シャーリイ（ベル・スタア）
南部の町、カーセイジ出身の少女。「史実」では物語の開始当時25歳であるが、この物語ではサバを読んでいたとして20に設定されている。幼い頃から冒険や決闘に憧れ、銃の扱いにも長けていたが、ある事件をきっかけに銃声が怖くなり、銃を撃たなくなる。しかし、不幸な偶然から強盗犯として指名手配され、再び銃をとるようになる。仲間との絆を愛し、強く生きることのできる誇り高い女。事件後15年後の1889年に死体で発見されたとされる。
サム・スタア
スタア兄妹の長男。白人の父親とチェロキー族インディアンの母親を持つ。その出自のため、白人社会からもインディアンからもつまはじきにされ、ブライアータウン郊外で暮らしている。自分達の住む土地を銀行や鉄道会社に狙われ、77万ドル13セントの借金を背負わされる。性格はいたって真面目で、最後まで現金強奪には反対していた。しかし、一度やると決めた後は、ベルや妹達を守るために奮闘を見せる。事件後、ベルたちとアウトローのための宿屋「ヤンガース・ベント」を始める。
ジョウン
サムの妹。現実的な性格で、不甲斐ない兄を叱りつけていることが多い。住む土地を守るため、現金強奪には一番に参加を表明した。十分に美人なのだが、その性格のせいなのか、色っぽいシーンは余り無い。
ジョスリン
サム、ジョウンの妹。あまり土地を守ることには強い執着を感じていないが、しっかりと現金強奪には参加する。上の2人とは異なり要領のいい性格で、なおかつ、お色気十分。また、ナイフ投げという特技も持つ。
リチャード・ティモンズ
「ディック」とも呼ばれる。ブライアータウンの銀行で働く銀行員。ベル達に現金輸送の情報を流し、自ら現金強奪に参加する。と言っても、荒事はさっぱり苦手で銃もまともに撃てないほど。娼婦のテリーサという恋人がいる。彼は彼女の為に輸送中の現金のうち3万ドルを使い込んでいる。
ウイリアム・マクベイン
500ヤード離れた先からでも狙撃が可能な凄腕のガンマン。ある目的のために現金強奪に参加する。かつては北軍の兵士で、ガランドの部下であり、カーボの同僚だった。現在は、とある理由から彼らを狙っている。カーボとの決闘で死亡。
ルーク・カーボ
『バッヂを付けた殺し屋』の異名をとる連邦保安官補。強盗事件の仲間割れに巻き込まれて逃走したベルを捕まえるため（射殺するため）に執念を燃やす。マイルズを殺された後は、地位を返上してベル、ガランドを追跡する。かつては北軍の兵士で、ガランドの部下であり、マクベインの同僚だった。ベルとの決闘で死亡。
マイルズ
カーボの助手。元北軍の砲術班に所属しており、現在も大砲を扱うことができる。カーボからは、いつも名前を「ミルズ」と間違えられている。カーボに代わってガランドを急襲し、返り討ちに遭う。カーボに止めを刺してもらい、墓碑銘は正確な綴り (Miles) にするよう頼んだが、カーボの作った墓には「MILLS」と書かれている。
ガランド大佐
第5騎兵連隊長。冷酷な性格で、敵はもちろん部下に対しても一切の失敗を許さない。かつてはマクベイン、そしてカーボの上司だった。「サンドクリークの虐殺」の当事者で、事件の責任を取って秘密裡に解散させられたはずの騎兵隊を率いてカーセイジの街に駐留していたが、とある理由から現金輸送列車に乗り込む。
ブロンク
ブライアータウンに店を構える武器屋の主人。ジョスリンに惚れ、協力を申し出る。犯罪に巻き込みたくないジョスリンに太腿を撃たれるも、松葉杖で参戦。
テリーサ
ブライアータウンに住むティモンズの恋人。命懸けの冒険に出るティモンズを優しく送り出す。
保安官
ブライアータウンの保安官（タウンマーシャル。あくまでも街の保安官なので、カーボやブリゲイドとは立場が異なる）。特別正義感が強いわけでもないし、早撃ちが得意なわけでもないが、運がいい。ポーカーが好き。
ブリゲイド
連邦保安官（マーシャル）。カーボの上司に当たるが、暴走するカーボと上役である判事の板挟みで苦労させられている。東部出身の妻にも頭が上がらない様子。事件の責任を取り、連邦保安官補に降格されるが、むしろ嬉々としてベル・スタア追跡に旅立つ。
頭取
ティモンズが勤める銀行の頭取。鉄道会社と結託して、スタア家の土地を奪おうとする。屋敷の地下にマニアックな部屋があるらしい。
ジョージとアンディ
南部出身の気のいい馬車屋。作者によると名前は映画『駅馬車』で御者と保安官を演じた俳優から採られている。また、ベルが彼らの馬車を止めるやり方も同映画のオマージュ。
コール・ヤンガー
伝説のガンマン。幼い日のベルに拳銃の扱いを教えた。1903年に出した自伝により、ベルの真実が知られることになったとされる。
メイヤーズ（アルトン・B・メイヤーズ）
ニューヨークの新聞社「ナショナル・ポリス・ガゼット」記者。ベルの消息を尋ねて街にやってくる。ベルとカーボの決闘を目撃する。後に大部分が創作でできた「ベル・スター」の伝記を著し、ベストセラーとなる。

## 当時の掲載について
当初、ワニマガジン社『アクションヒップ』にて創刊号から7号（廃刊）まで連載されていたが、同誌廃刊に伴い富士見書房『月刊コミックドラゴン』に移籍し完結した。最終的にコミック（単行本）については1 - 2巻は富士見書房から出たものの、後に角川書店より全3巻が再発行された。また2008年6月 - 7月には出版社を白泉社に移し、ジェッツコミックスとして刊行された。

## 書籍情報
上記の理由により、複数出版社から同一作品が発行されている。小学館より刊行された版は単巻に合本された再編集版。
富士見書房版
1. 1993年12月 ベル☆スタア強盗団 (1)（富士見ファンタジアコミックス） ISBN 978-4829183359

角川書店版
1. 1995年2月 ベル☆スタア強盗団 (1)（ドラゴンコミックス） ISBN 978-4049260540
2. 1995年2月 ベル☆スタア強盗団 (2)（ドラゴンコミックス） ISBN 978-4049260557
3. 1998年5月 ベル☆スタア強盗団 (3)（ドラゴンコミックス） ISBN 978-4049261158

白泉社版
1. 2008年6月27日 ベル☆スタア強盗団 (1)（ジェッツコミックス） ISBN 978-4592143260
2. 2008年7月29日 ベル☆スタア強盗団 (2)（ジェッツコミックス） ISBN 978-4592143277
3. 2008年8月29日 ベル☆スタア強盗団 (3)（ジェッツコミックス） ISBN 978-4592143284

小学館版
1. 2015年1月19日発売 ベル☆スタア強盗団（サンデーGXコミックス） ISBN 978-4091574053